# تسالکوتی
تسالکوتی (به لاتین: Tsalkoti) یک منطقهٔ مسکونی در گرجستان است که در ناحیه گاگرا واقع شده‌است.